# Historia de Sajonia

Freistaat Sachsen -- Estado Libre de Sajonia

La historia de Sajonia comprende los acontecimientos que tuvieron lugar en este territorio, región tradicional alemana comprendida entre el mar del Norte y los Montes Metalíferos (Erzgebirge) al sur. Son sus límites tradicionales: Prusia, Turingia, Baviera y la República Checa. Habitada por los sajones en la antigüedad, fue posteriormente un ducado de Alemania del Norte (880-1180), luego un ducado más bien situado en el Elba medio (1180-1356), un electorado del Sacro Imperio Romano Germánico (Electorado de Sajonia, 1356-1547) y después un electorado del Elba superior (1547-1806). A principios del siglo XIX se convirtió en un reino, el reino de Sajonia, que existió hasta 1918. Luego formó parte de la República de Weimar, la Alemania nazi, la RDA (que dividió el territorio en unidades menores durante el gobierno comunista, 1949-1989) y, finalmente, se restableció el 3 de octubre de 1990 con la reunificación de Alemania.

## Prehistoria
En tiempos prehistóricos, el territorio de Sajonia fue lugar donde se construyeron algunos de los más grandes templos monumentales de la Europa central. Este tipo de edificación se remonta al siglo V a. C. Se han descubierto destacados yacimientos arqueológicos en Dresde y las localidades de Eythra y Zwenkau cerca de Leipzig. La presencia eslava y germana en el territorio de lo que hoy en Sajonia se cree que comenzó en el siglo I a. C.

## Antigüedad

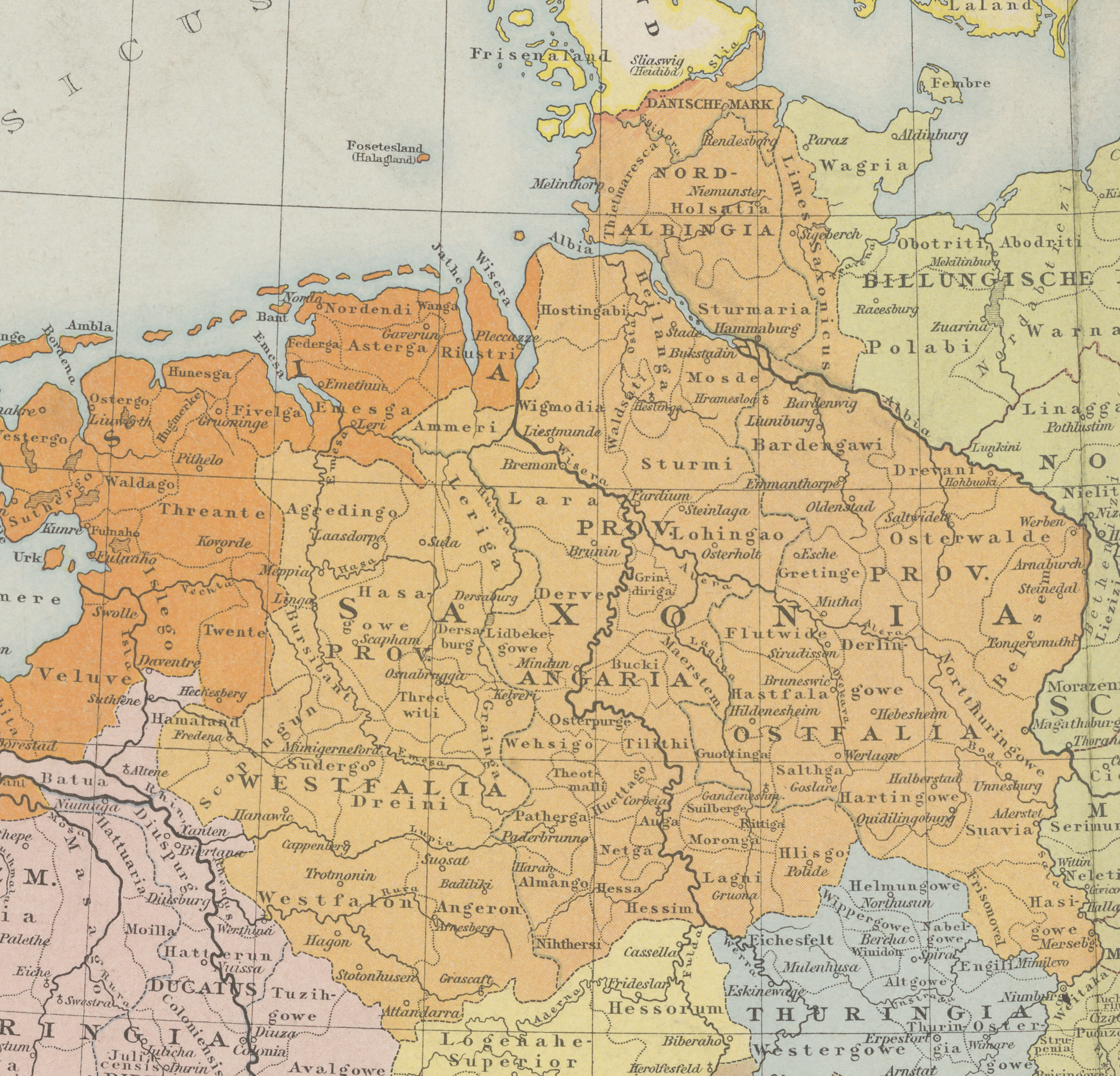
Sajonia es también el nombre de la tierra natal histórica de los sajones.

Sajonia entra en la historia con la mención que se hizo en la literatura romana de una pequeña tribu que en latín se decían los Saxones. Este pueblo germano de los sajones vivía a orillas del mar del Norte entre el río Elba y el río Eider en lo que actualmente es Holstein. Quien menciona por vez primera este nombre fue el autor romano Ptolomeo. El nombre sajones deriva del seax, un cuchillo usado por la tribu como arma. 
Es posible que partes de lo que hoy es Sajonia estuvieron bajo el control del rey de los marcomanos Marbod (30 a. C.-37). 
En los siglos III y IV surgieron por todo el territorio de la actual Alemania grandes confederaciones tribales de alamanes, bávaros (Bai(o)arii) turingios, francos, frisios y sajones. Salvo los sajones, todas estas confederaciones estaban gobernadas por reyes; los sajones estaban divididos en una serie de cuerpos independientes bajo diversos jefes, y en la época de guerra se escogía un líder al que seguían el resto de los jefes hasta que acababa la guerra.
Los sajones se abrieron paso victoriosamente hacia el oeste, y se le dio su nombre a la gran confederación tribal que se extendía hacia el oeste exactamente al límite anterior del Imperio romano, en consecuencia casi hasta el Rin. Solo una pequeña franja de tierra en la orilla derecha del Rin siguió perteneciendo a los francos. Hacia el sur, los sajones llegaron hasta los montes Harz y el Eichsfeld, y en los siglos siguientes absorbieron la mayor parte de Turingia. En el este su poder se extendió al principio hasta los ríos Elba y Saale; en siglos posteriores es seguro que llegaron más lejos. Toda la costa del "océano alemán" pertenecía a los sajones, salvo la que quedaba al oeste del Weser, que conservaron los frisios. 
La historia de los sajones es también la de la conversión al Cristianismo de aquella parte de Alemania que queda entre el Rin y el Oder, esto es, casi todo lo que hoy es el norte de Alemania. Desde el siglo VIII, los sajones se dividieron en cuatro partes (gau): westfalianos, entre el Rin y el Weser; angrivarios, a ambos lados del Weser; los ostfalianos, entre el Weser y el Elba; los transalbingianos, en lo que hoy es Holstein. Solo uno de estos nombres se ha conservado (Westfalia).
Junto a la tribu de los anglos de Schleswig, una parte de los sajones se asentaron en la isla de Gran Bretaña de la que se habían retirado los romanos. Un intento de alcanzar la Galia por tierra hizo que los sajones entraran en conflicto violento con los francos que vivían a orillas del Rin. 
El reino franco reunió a todas las tribus germánicas bajo su mando excepto a los sajones. Durante más de cien años hubo un estado de guerra prácticamente ininterrumpida entre los francos y los sajones. Muchos misioneros cristianos anglosajones buscaron convertir a los sajones algunos fueron asesinados, otros fueron expulsados; se han conservado solo los nombres de unos pocos como Suitberto, Egnerto, el santo al que se llama Hermano Ewaldo, Lebuino. También Bonifacio predicó, sin éxito, entre los sajones. 

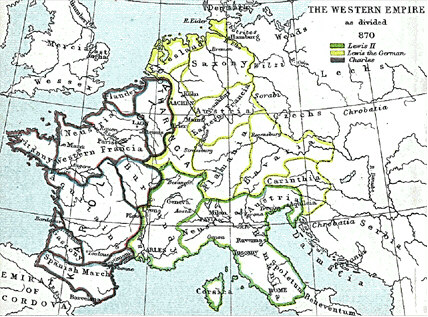
Sajonia en 870.

Después de una sangrienta lucha que duró treinta años (772-804), los sajones fueron finalmente sometidos a la supremacía franca en tiempos de Carlomagno. La fecha más antigua en la que se puede datar la conquista de los distritos sajones por Carlomagno es 776. Carlomagno fue también capaz de convertirlos al cristianismo, los sajones fueron la última tribu germana que aún seguía adorando a los dioses germánicos. Estas guerras entre Carlomagno y los sajones han sido a veces llamadas "guerras de religión". Se ha afirmado, sin que exista prueba de ello, que el papa Adriano I encargó a Carlomagno que convirtiera a los sajones a la fuerza. Las campañas de Carlomagno pretendían ante todo castigar a los sajones por sus expediciones de saqueo hacia el Rin todos los años. Quemaban iglesias y monasterios, asesinaban a los sacerdotes, y sacrificaban a sus prisioneros de guerra a los dioses. Al mismo tiempo, es cierto que Carlomagno adoptó diversas medidas como la ejecución de 4.500 sajones en Verden en 782 y las duras leyes impuestas a los sometidos, eran de poca visión de futuro y crueles.
Se cree que si la paz iba a ser permanente la derrota de los sajones debía ser acompañada por su conversión al cristianismo. La obra de convertir Sajonia le correspondió a san Sturmi, quien estaba en términos de amistad con Carlomagno, y los monjes del monasterio de Fulda fundado por Sturmi. Entre los misioneros exitosos estuvieron también Willehado, el primer obispo de Bremen, y sus compañeros anglo-sajones. Después de la muerte de Sturmi (779) el país de los sajones fue dividido en distritos misioneros, y cada uno de ellos colocados bajo un obispo franco. Se establecieron parroquias dentro de los antiguos distritos judiciales. Con la generosa ayuda de Carlomagno y sus nobles se fundó un elevado número de iglesias y monasterios, y tan pronto como se restableció la paz en los diferentes distritos, se fundaron diócesis permanentes.  
Aunque la oposición en territorios sajones al cristianismo había sido firme solo unas pocas décadas antes, los sajones se acostumbraron al nuevo sistema.

## Ducado de Sajonia

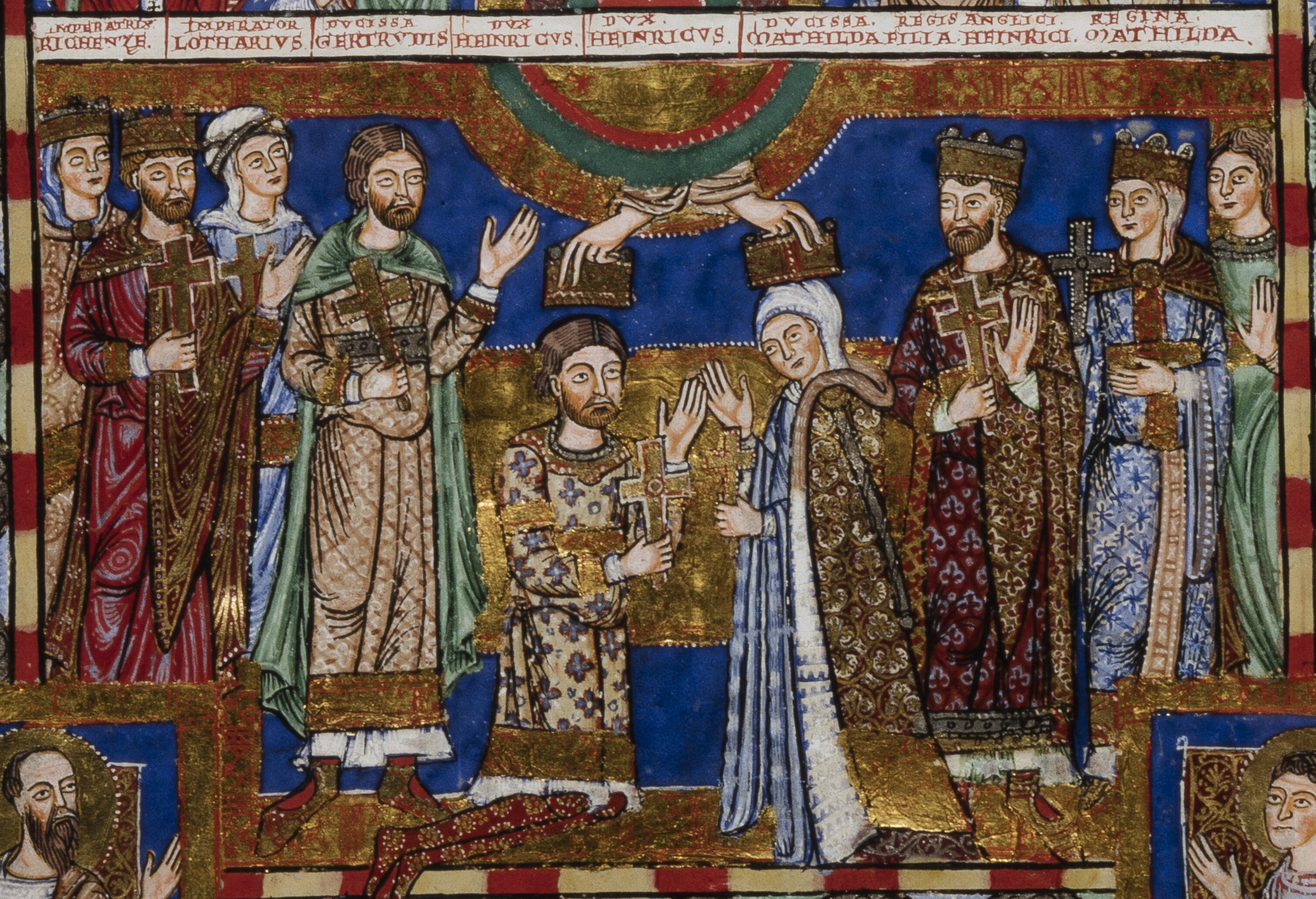
Enrique el León (con su esposa Matilde de Inglaterra, duquesa de Sajonia) es coronado como duque de Sajonia

### Ducado de Alemania septentrional (880-1180)
El primer ducado de Sajonia medieval fue un "ducado raíz carolingio", que surgió alrededor de comienzos del siglo VIII y creció hasta incluir la mayor parte de lo que hoy es Alemania septentrional, en los modernos estados alemanes de Bremen, Hamburgo, Baja Sajonia, Renania del Norte-Westfalia, Schleswig-Holstein y Sajonia-Anhalt. 
Cuando se dividió el reino franco por medio del tratado de Verdún (843) el territorio al este del Rin se convirtió en el Reino de los francos orientales, a partir del cual se desarrolló la actual Alemania. Faltaba una fuerte autoridad central durante los reinados de los débiles reyes francos orientales de la dinastía carolingia. Cada tribu germana se veía obligada a confiar en sí mismo para la defensa contra las incursiones de los nórdicos del norte y los eslavos del estge, consecuentemente las tribus una vez más eligieron duques como gobernantes. 
Los sajones, que habían resistido y al final rendido a la presión de los francos en el oeste, se enfrentaron por Oriente al avance de los eslavos. Una parte de Sajonia, llamada Sorabia estuvo desde el siglo V poblada por eslavos, antes de que sajones y turingios la conquistaran. Un legado de este período fue la población sorbia en Sajonia. Las partes orientales de lo que es actualmente Sajonia estuvieron gobernadas por Polonia entre 1002 y 1032 y por Bohemia desde 1293.
Hacia 880, Otón I el Ilustre, conde de Turingia, fue investido como duque de Sajonia. Su territorio se extendía de este a oeste entre el Elba y el Ems, y de norte a sur entre el mar del Norte y Turingia. Otón es considerado el primer duque sajón (880-912). Pertenecía a la línea Liudolfinga (descendientes de Ludolfo; Otón fue capaz de extender su poder sobre Turingia. 
El hijo de Otón Enrique fue elegido rey de Alemania (919-936); Enrique es considerado con justicia el auténtico fundador del Imperio alemán. Su hijo Otón I el Grande (936-973) fue el primer rey alemán que recibió del papa la corona imperial romana (962). Otón cedió el gobierno del ducado a su vasallo Herman Billung en 960. Los Billung eran una noble familia sajona.
De esta forma, con los duques de Sajonia convertidos en reyes (o emperadores) del Sacro Imperio Romano Germánico, el territorio del Estado Libre de Sajonia pasó a formar parte del Imperio. A Otón I le siguió como rey y emperador su hijo Otón II (973-983), quien fue sucedido por su hijo Otón III (983-1002); estos dos últimos reyes intentaron, en vano, establecer la autoridad alemana en Italia. La línea de los emperadores sajones expiró con Enrique II (1002-1024), quien fue canonizado en 1146. Enrique I había sido tanto rey de Alemania y duque de Sajonia al mismo tiempo. Principalmente por sus posesiones ducales mantuvo una larga y difícil lucha con los eslavos en el límite oriental de su país. El emperador Otón I fue también durante la mayor parte de su reinado duque de Sajonia. Otón I llevó el territorio eslavónico en la orilla derecha del Elba y el Saale bajo supremacía germana y civilización cristiana. Dividió la región que había adquirido en diversos margraviatos, siendo los más importantes: la marca septentrional, de la cual con el paso del tiempo se desarrolló el reino de Prusia, y el margraviato de Meissen, del que surgió el reino de Sajonia. Cada marca fue dividida en distritos, no solo con propósitos militares y políticos sino también eclesiásticos. El punto central de cada distrito fue un castillo fortificado. Las primeras iglesias construidas cerca de estos castillos fueron edificios simples de madera o cascotes.
Otón I estableció las bases de la organización de la iglesia en este territorio haciendo que los principales lugares fortificados que estableció en las diferentes marcas las sedes de las diócesis. Los emperadores bizantinos tambieron ayudaron mucho para llevar el cristianismo al gran pueblo eslavo, los polacos, que vivieron en la orilla derecha del Oder, pues por un tiempo el país polaco estuvo bajo la soberanía germana. Los comienzos de la civilización cristiana entre los eslavos fueron en gran medida destruidospor las rebeliones eslavas en los años 980 y 1060. En 960 Otón I había transferido la autoridad ducal sobre Sajonia al conde Herman, quien se había distinguido en la lucha contra los eslavos, y el título ducal se convirtió en hereditario en la familia del conde Herman. Este viejo ducado de Sajonia, como se le llama para distinguir del ducado de Sajonia-Wittenberg, se convirtió en el centro de la oposición de los príncipes germanos al poder imperial durante la época de los emperadores de Franconia o salios. 
Con la muerte del duque Magnus en 1106 se extinguió la línea masculina de los Billung. Entonces el emperador Enrique V entregó el ducado en feudo a Lotario de Supplimburgo, quien en 1125 se convirtió en rey de Alemania.
A su muerte en 1137, el control de Sajonia pasó a la dinastía güelfa, en la persona del duque Enrique el Orgulloso. Los cien años de guerra que se desarrolló entre los güelfos y los emperadores Hohenstaufen es famosa en la historia. El hijo de Enrique el Orgulloso (m. 1139) fue Enrique el León (m. 1195) quien conquistó y colonizó Holstein, Mecklemburgo y la Pomerania occidental, y restableció el cristianismo en los territorios devastados por las revueltas eslavas. 

Situación del ducado de Sajonia en tiempos de Enrique el León.

### Ducado del Elba medio (1180-1356)
Enrique el León se enfrentó con el emperador Federico I Barbarroja, rechazando ayudarle en su campaña contra las ciudades de Lombardía en 1176. Esto provocó que fuese despojado de la mayor parte de sus feudos en el año 1180 en Wurzburgo y en 1181 el viejo ducado de Sajonia fue desmembrado en la Dieta de Gelnhausen. 
La parte mayor de su porción occidental se entregó, como ducado de Westfalia, al oeste del río Weser, a los obispos de Colonia. Los obispos sajones, que antes habían poseído autoridad soberana en sus territorios, aunque bajo la soberanía del duque de Sajonia, ganó inmediación imperial sujeto solo al gobierno imperial; el caso fue el mismo con un gran número de ciudades y condados seculares.
Algunas de las partes centrales entre el Weser y el Elba permanecieron con los güelfos, convirtiéndose más adelante en el ducado de Brunswick-Luneburgo.  
El ducado de Sajonia quedó reducido a los territorios de Wittemberg y Lauemburgo, a orillas del Elba. El territorio del antiguo ducado nunca de nuevo llevó el nombre de Sajonia. La gran parte occidental adquirió el nombre de Westfalia. Pasó a la dinastía ascania (descendiente de Eilika Billung, la hermana menor de Wulfhild). 
En 1260, a la muerte de Alberto I, sucesor en el ducado de Bernardo de Anhalt, Sajonia quedó dividida en dos estados menores, los ducados de Sajonia-Wittenberg (Alta Sajonia) y Sajonia-Lauemburgo (Baja Sajonia). De aquí derivan los nombres posteriores de los dos círculos imperiales Sajonia-Lauenburgo y Sajonia-Wittenberg. 

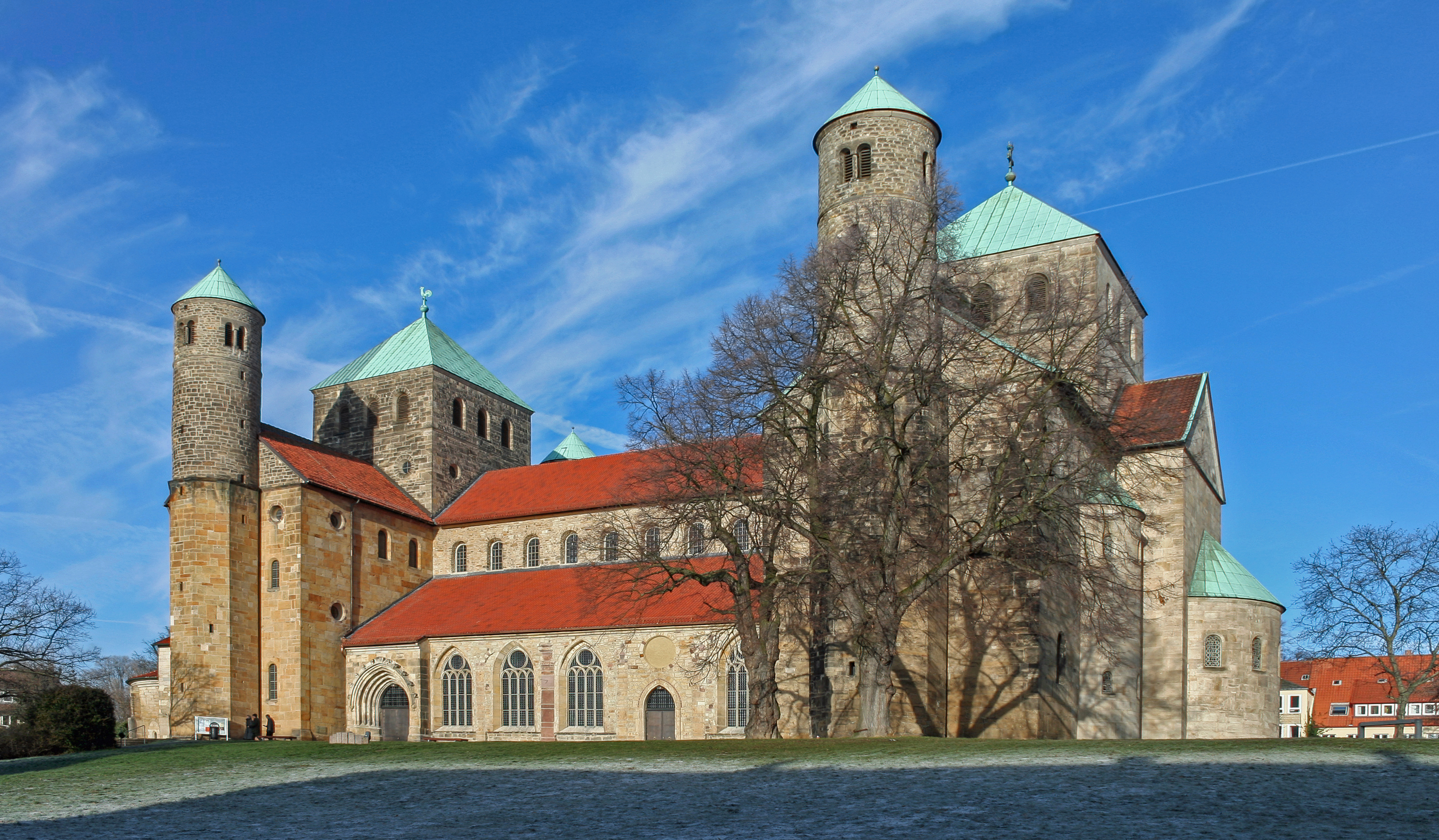
Iglesia de San Miguel de Hildesheim.

Desde la época de la conversión de los sajones hasta la revuelta del siglo XVI, se desarrolló una rica vida religiosa en el territorio incluido en el ducado de Sajonia medieval. El arte, la enseñanza, la poesía y la escritura de la historia alcanzó un alto grado de perfección en los diversos monasterios. Entre los lugares de enseñanza más famosos estuvieron las escuelas monacales y catedralicias de Corvey, Hildesheim, Paderborn y Münster. Esta época produjo iglesias románicas que aún se conservan, como las catedrales de Goslar, Soest y Brunswick, la capilla de San Bartolomé en Paderborn, las iglesias colegiales de Quedlinburg, Königslutter, Gernrode, etc. Hildesheim destaca especialmente por sus iglesias románicas. Las catedrales de Naumburgo, Paderborn, Münster y Osnabrück son sorprendentes ejemplos del período de transición. Solo unos pocos de estos edificios aún pertenecen a la Iglesia católica.

## Electorado de Sajonia

### En el Sacro Imperio Romano Germánico (1356-1547)
Después de la disolución del ducado de Sajonia medieval, el nombre "Sajonia" fue aplicado primero a una pequeña parte del ducado situado en el Elba, alrededor de la ciudad de Wittenberg. Tanto Sajonia-Wittemberg como Sajonia-Lauemburgo reclamaban el privilegio electoral sajón. El emperador Carlos IV de Luxemburgo, a través de la Bula de Oro de 1356, la ley fundamental del imperio que regulaba el método de elección del emperador, aceptó solo la pretensión de Wittenberg, y otorgó la dignidad electoral a los duques de Sajonia-Wittenberg, uno de los siete electorados; a pesar de ello, Lauemburgo mantuvo sus pretensiones. 
Esto conllevó una influencia desproporcionada con el pequeño tamaño del estado. Además, el estatus de elector exigía una sucesión basada en la primogenitura, que precluía la división del territorio entre varios herederos y la consecuente desintegración del país. 

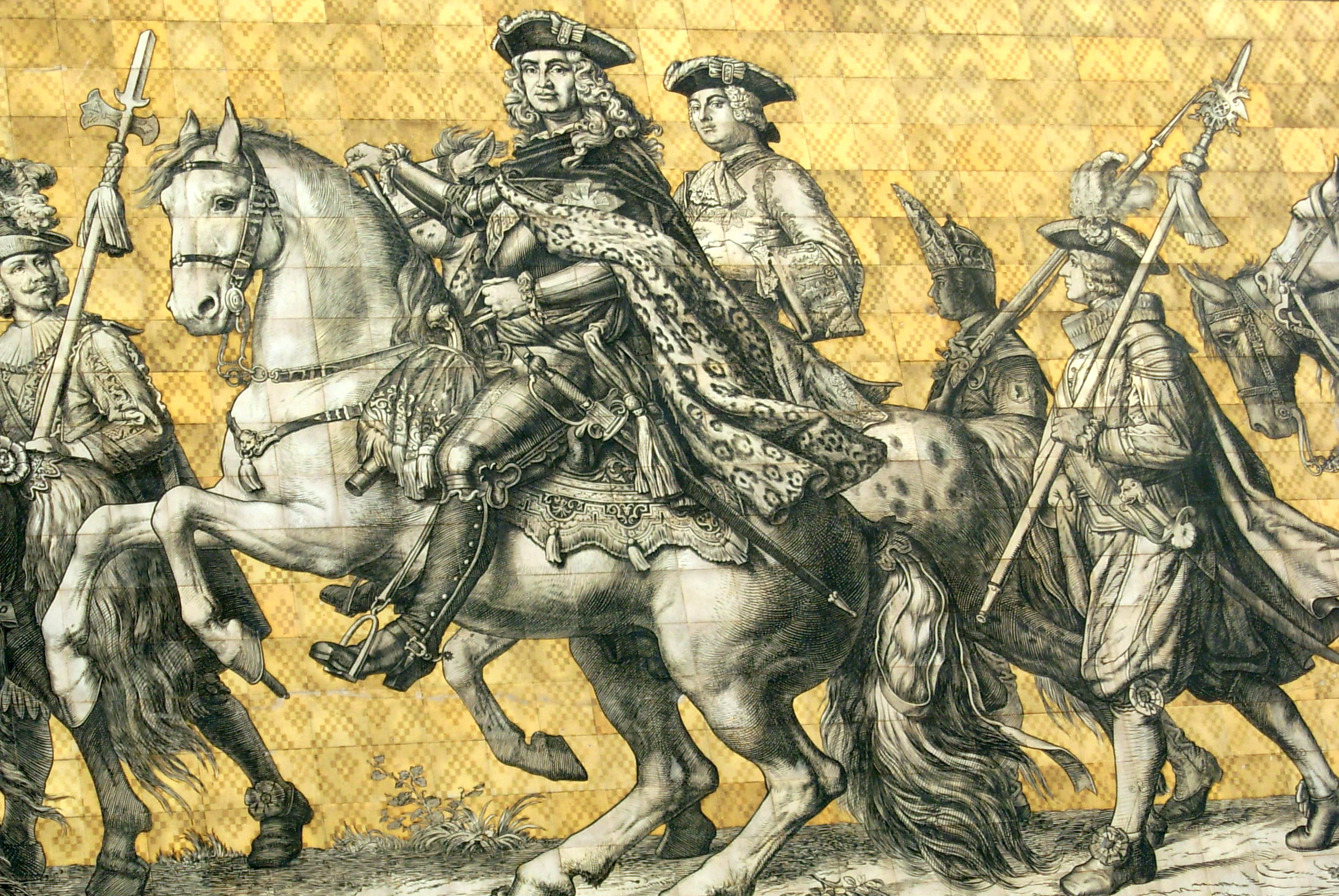
Augusto II en el primer plano, Augusto III detrás. Friso en el muro exterior del palacio de Dresde.

La línea ascania de Sajonia-Wittenberg se extinguió en 1422. Erico V de Sajonia-Lauenburgo intentó reunir los ducados sajones. Sin embargo, Segismundo de Luxemburgo, entonces rey de romanos, dio el título de duque elector de Sajonia al margrave Federico de Wettin, margrave de Misnia o Meissen (1423). El nombre de "Sajonia" pasó entonces a designar las posesiones de los Wettin que incluían el margraviato de Misnia y la región de Turingia. De esta manera recompensaba su apoyo militar. El 1 de agosto de 1425 Segismundo enfeudó al wettiniano Federico como príncipe-elector de Sajonia, a pesar de las protestas de Erico V. Con esto los territorios sajones siguieron permanentemente divididos.
El Margraviato de Meissen era, de hecho, un territorio mayor que lo que quedaba como Electorado de Sajonia, pero se usó el nombre de "Electorado" por ser el de mayor rango. Incluso se aplicó el escudo de armas ascanio para toda la monarquía. Con esto, Sajonia pasó a incluir Dresde y Meissen. 
El Electorado de Sajonia se convirtió en un estado poderoso, que abarcaba amplias proporciones de lo que hoy son los estados de Sajonia, Turingia, Sajonia-Anhalt y Baviera (Coburgo y sus alrededores). Aunque el centro de este estado estaba lejos al sudeste de la anterior Sajonia, pasó a ser conocida como Alta Sajonia y luego simplemente Sajonia, mientras los anteriores territorios sajones fueron a partir de entonces conocidos como Baja Sajonia.
En 1485, los hijos de Federico II el Apacible, Ernesto y Alberto, se repartieron Sajonia. Ernesto recibió la antigua Sajonia-Wittenberg y la mayor parte de Turingia, junto con la digniddad electoral; esta línea colateral de los príncipes de Wettin fundaron varios pequeños estados que fueron conocidos posteriormente como los ducados ernestinos. Alberto, por su parte, se quedó con Misnia y una pequeña parte de Turingia. De este reparto procede la división de la casa de Sajonia en dos ramas, ernestina y albertina.
La Reforma protestante del siglo XVI comenzó bajo la protección de los electores de Sajonia —en 1517, Martín Lutero publicó sus 95 Tesis en la iglesia del castillo de Wittenberg.

### Electorado del Elba superior (1547-1806)

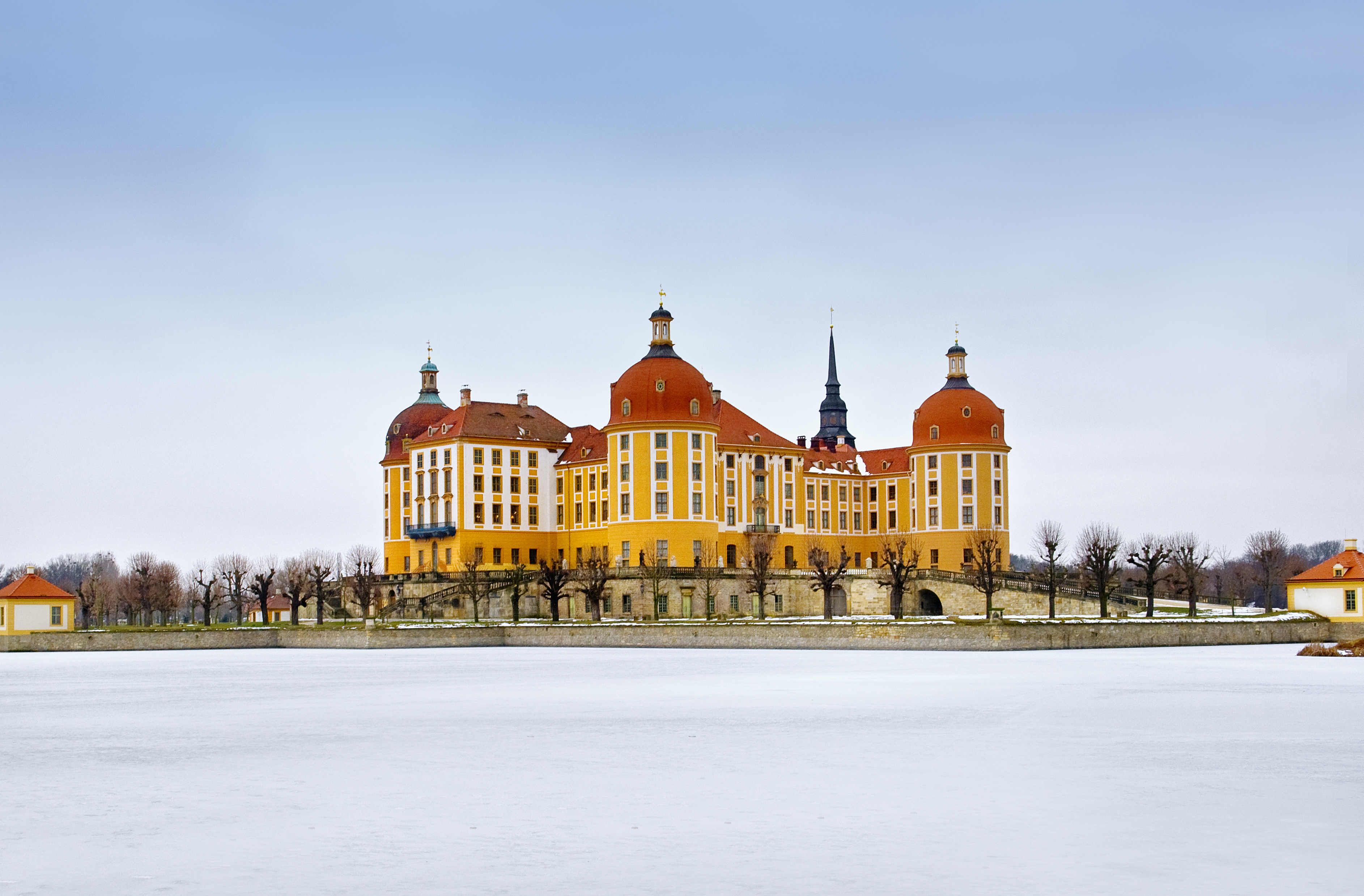
En Sajonia se encuentran numerosos castillos, como el palacio de Moritzburg al norte de Dresde

La derrota del elector Juan Federico el Magnánimo ante las tropas de Carlos V en batalla de Mühlberg (1547) le obligó a ceder la mayor parte de sus posesiones y la dignidad electoral al duque Mauricio, de la línea albertina. El electorado siguió siendo un centro decisivo de la lucha religiosa a lo largo de la Reforma y durante la posterior guerra de los treinta años (1618-1648). A raíz de la paz de Westfalia (1648) los electores de Sajonia se incorporaron Lusacia; los gobernantes y el pueblo de Sajonia fueron luteranos. 
Entre 1697 y 1763, los electores de Sajonia fueron también elegidos reyes de Polonia en una unión personal. En 1697 el elector Federico Augusto I se convirtió en rey de Polonia (Augusto II el Fuerte). Aunque con el ascenso de Augusto III de Polonia (1733-1763) los gobernantes de Sajonia eran de nuevo católicos, la población siguió siendo protestante. A la muerte de Augusto III, los electores de Sajonia perdieron la corona de Polonia. 
El estado sajón que quedó era todavía poderoso, aunque políticamente más débil que sus vecinos del norte, Prusia, y del sur, Austria. En el siglo XVIII fue conocido por sus logros culturales. En 1756, Sajonia se unió a la coalición de Austria, Francia, Rusia, Suecia y España, contra Hannover y la Prusia de Federico II el Grande. Federico II optó por un ataque preventivo e invadió Sajonia en agosto de 1756, desencadenando la guerra de los Siete Años. Los prusianos derrotaron rápidamente a Sajonia e incorporaron el ejército sajón al prusiano. Cometieron el error de mantener sus unidades intactas en lugar de mezclarlas; unidades sajonas enteras desertaron. Al final de la guerra, Sajonia volvió a convertirse en un estado independiente, aunque con un tamaño considerablemente reducido.
Por su parte, en los siglos XVIII y XIX, la otra Sajonia que se había desgajado, Sajonia-Lauemburgo, fue llamada coloquialmente el ducado de Lauemburgo.

## Reino de Sajonia (1807-1918)

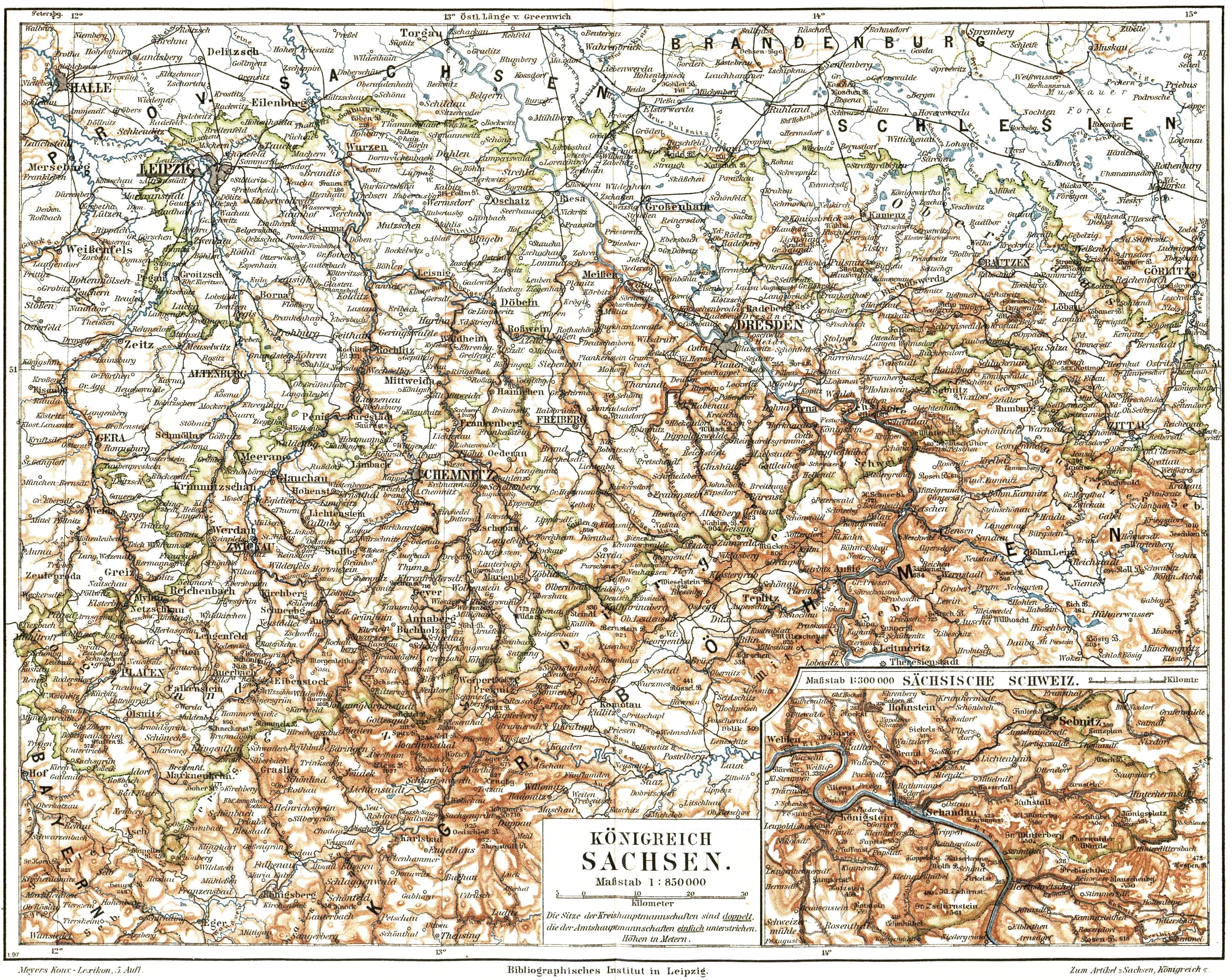
Reino de Sajonia en 1895

Cuando en 1806 el Imperio francés de Napoleón I comenzó una guerra con Prusia, Sajonia se alió primero con Prusia, pero después se unió a Napoleón y entró en la Confederación del Rin. Napoleón abolió el Sacro Imperio Romano Germánico y estableció el Electorado de Sajonia como un reino a cambio de apoyo militar. El elector Federico Augusto III se convirtió así en rey de Sajonia (Federico Augusto I el Justo). Recibió diversos territorios prusianos y el gran ducado de Varsovia (1807). A cambio, Federico Augusto permaneció fiel a Napoleón durante las guerras de los años 1807-13. A comienzos de la gran guerra de liberación (1813) el rey no se puso del lado de Napoleón ni tampoco de sus oponentes aliados, pero unió sus tropas a las de Francia cuando Napoleón amenazó con tratar a Sajonia como un país hostil. En la batalla de Leipzig (16-18 de octubre de 1813), cuando Napoleón fue completamente derrotado, la mayor parte de las tropas sajonas desertaron y se pasaron a las fuerzas aliadas. 
El rey de Sajonia fue hecho prisionero por los prusianos y lo llevaron al castillo de Friedrichsfeld cerca de Berlín. Los aliados le privaron de sus territorios en 1813, tras la derrota de Napoleón. Prusia pretendió anexionarse Sajonia, pero a este plan se opusieron Austria, Francia y el Reino Unido. Así que finalmente el Congreso de Viena (1814-15) acordó restaurar a Federico Augusto en el trono; no obstante, tuvo que ceder la parte septentrional del reino a Prusia, incluyendo el antiguo ducado de Sajonia-Wittenberg. Estas tierras se convirtieron en la provincia de Sajonia prusiana, ahora incorporada en el moderno estado de Sajonia-Anhalt excepto la parte más occidental alrededor de Bad Langensalza ahora en el de Turingia. La Baja Lusacia pasó a formar parte de la provincia de Brandeburgo y el extremo nororiental de la Alta Lusacia se convirtió en parte de la provincia de Silesia. En resumen, tuvo que ceder a Prusia una gran parte de su territorio, 20.000 km² con aproximadamente 850.000 habitantes. El resto del territorio, lo que quedó para el reino de Sajonia, es aproximadamente el mismo que el del actual estado federal.
El reino de Sajonia quedó con una superficie de solo 14.990 km² con una población de 1 500 000 habitantes; en estas condiciones se convirtió en miembro de la Confederación Germánica fundada en 1815 (Esta Confederación Germánica no debe confundirse con la Confederación del Norte de Alemania mencionada más abajo.) En la política de la Confederación, Sajonia quedó ensombrecida por Prusia. 
El rey Antonio de Sajonia ascendió al trono en 1827. Poco después, las presiones liberales en Sajonia ascendieron y estalló una rebelión en 1830 —un año de revoluciones en Europa. Como resultado de la revolución en Sajonia, se promulgó una constitución que sirvió como la base de su gobierno hasta 1918. Entró a formar parte del Zollverein o Unión aduanera alemana (1833).
Durante las revoluciones constitucionalistas en Alemania en 1848-49, Sajonia se convirtió en semillero de revolucionarios, con anarquistas como Mijaíl Bakunin y demócratas incluyendo a Richard Wagner y Gottfried Semper interviniendo en el Alzamiento de mayo en Dresde en 1849. (Escenas de la participación de Richard Wagner en el alzamiento de mayo de 1849 en Dresde se representa en la película de 1983 Wagner con Richard Burton protagonizando al compositor.) El alzamiento de mayo en Dresde forzó al rey Federico Augusto II de Sajonia a hacer más concesiones reformistas al gobierno sajón.
En 1854 el hermano de Federico Augusto, el rey Juan de Sajonia (1854-73), le sucedió en el trono. Un estudioso, el rey Juan tradujo a Dante. Siguió una política federalista y proaustriaca a principios de la década de los años 1860 hasta el estallido de la guerra austro-prusiana. Consecuentemente, en la guerra de 1866, cuando Prusia tuvo éxito, la independencia de Sajonia se vio una vez más en peligro solo la intervención del emperador austriaco salvó Sajonia de ser absorbida totalmente por Prusia. Tropas prusianas cruzaron Sajonia sin resistencia y luego invadieron la Bohemia austriaca (hoy checa). Después de la guerra, Sajonia se vio obligada a pagar una indemnización y a unirse a la Confederación del Norte de Alemania (1866-1867), de la que Prusia era el líder.

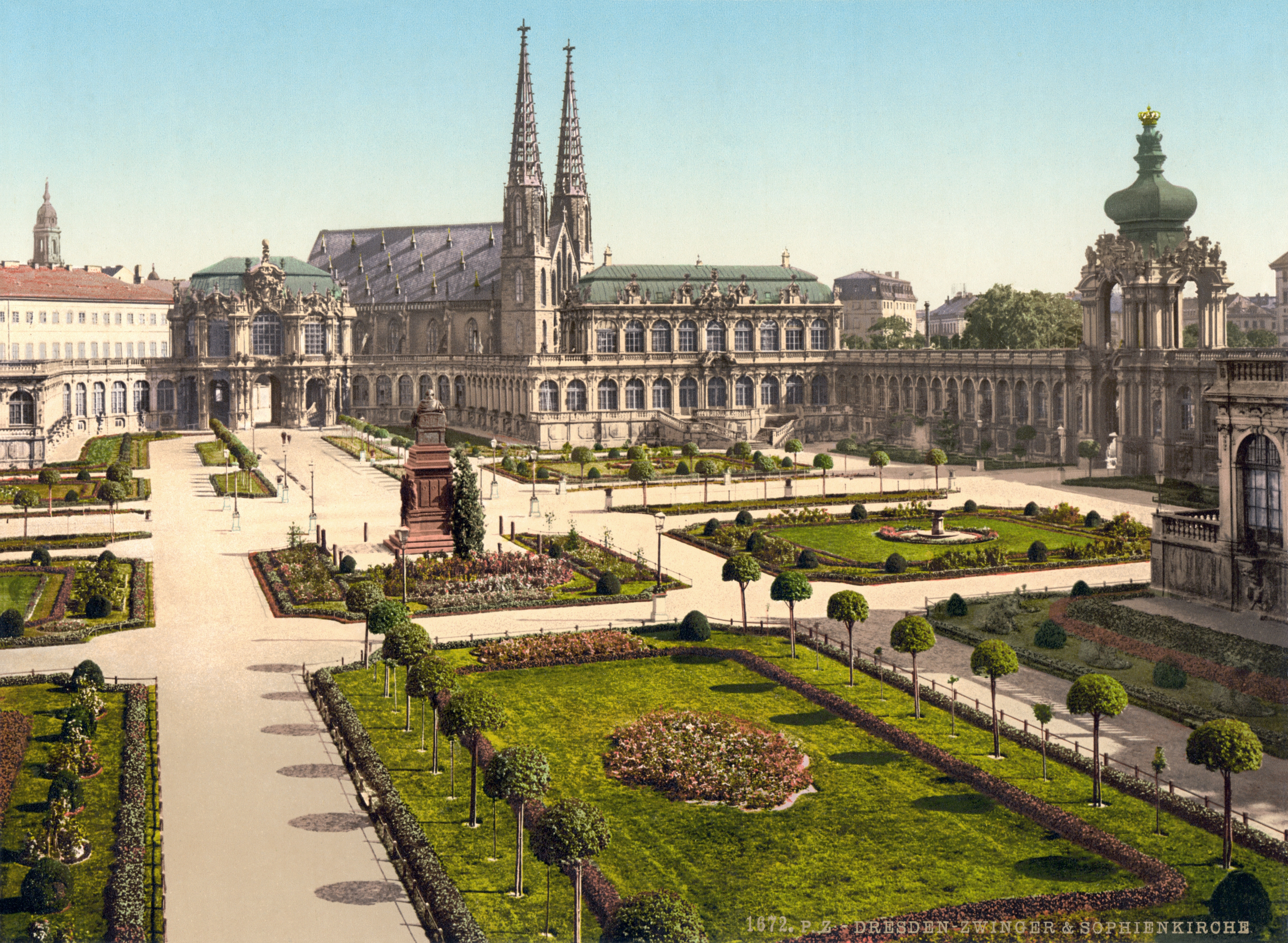
Zwinger en Dresde, 1895

Bajo los términos de la Confederación del Norte de Alemania, Prusia asumió el control del sistema postal sajón, sus ferrocarriles, el ejército y la política exterior. En la guerra franco-prusiana de 1870, tropas sajonas combatieron junto a las tropas prusianas y otras tropas alemanas contra Francia. En 1871, Sajonia se convirtió en uno de los estados del recientemente fundado Imperio Alemán o II Reich.
Al rey Juan lo sucedió su hijo el rey Alberto (1873-1902); a Alberto le sucedió su hermano Jorge (1902-04); el hijo de Jorge fue el rey Federico Augusto III. El reino de Sajonia era el quinto estado del Imperio por superficie y el tercero en población; en 1905 tenía la mayor densidad de población del imperio, de hecho de toda Europa; la razón era la inmigración debido al desarrollo de manufacturas. En 1910 la población llegó a 5,302.485 habitantes, en su mayoría luteranos, con minorías católica y judía; en aquella época quedaba un 1,5% de habitantes que eran restos de la tribu eslava que los alemanes llaman wendos, con un lenguaje propio, el "Serbjo". 
El de Lauemburgo, por su parte, se fusionó con Prusia en 1876 pasando a ser el distrito del Ducado de Lauenburgo.

## La provincia prusiana de Sajonia
La provincia tuvo una extensión de 25.240 km² y en 1905 tenía 2 979 221 habitantes. De su población 230 860 (7,8%) eran católicos, 2 730 098 (91%) eran protestantes; 9.981 pertenecían a otras iglesias cristainas, y 8.050 eran judíos. En los meses de verano recibían entre 15.000 y 20.000 trabajadores católicos, llamados Sachsengänger, polacos de la provincia prusiana de Posen, de la Polonia rusa o Galicia. La provincia estaba dividida en los tres departamentos gubernamentales de Magdeburgo, Merseburgo y Erfurt. La provincia prusiana de Sajonia fue formada en 1815 a partir de los territorios cogidos al reino de Prusia, con el añadido de distritos que ya pertenecían antes a Prusia, el más importante de los cuales son el Altmark, de la que surgió el estado de Prusia.

## Sajonia en elsigloXX

### Estado Libre de Sajonia (1918-1933)
Tras la abdicación del rey Federico Augusto III el 13 de noviembre de 1918, Sajonia se convirtió en un estado libre (Freistaat Sachsen) dentro de la república alemana, bajo una nueva constitución promulgada el 1 de noviembre de 1920.

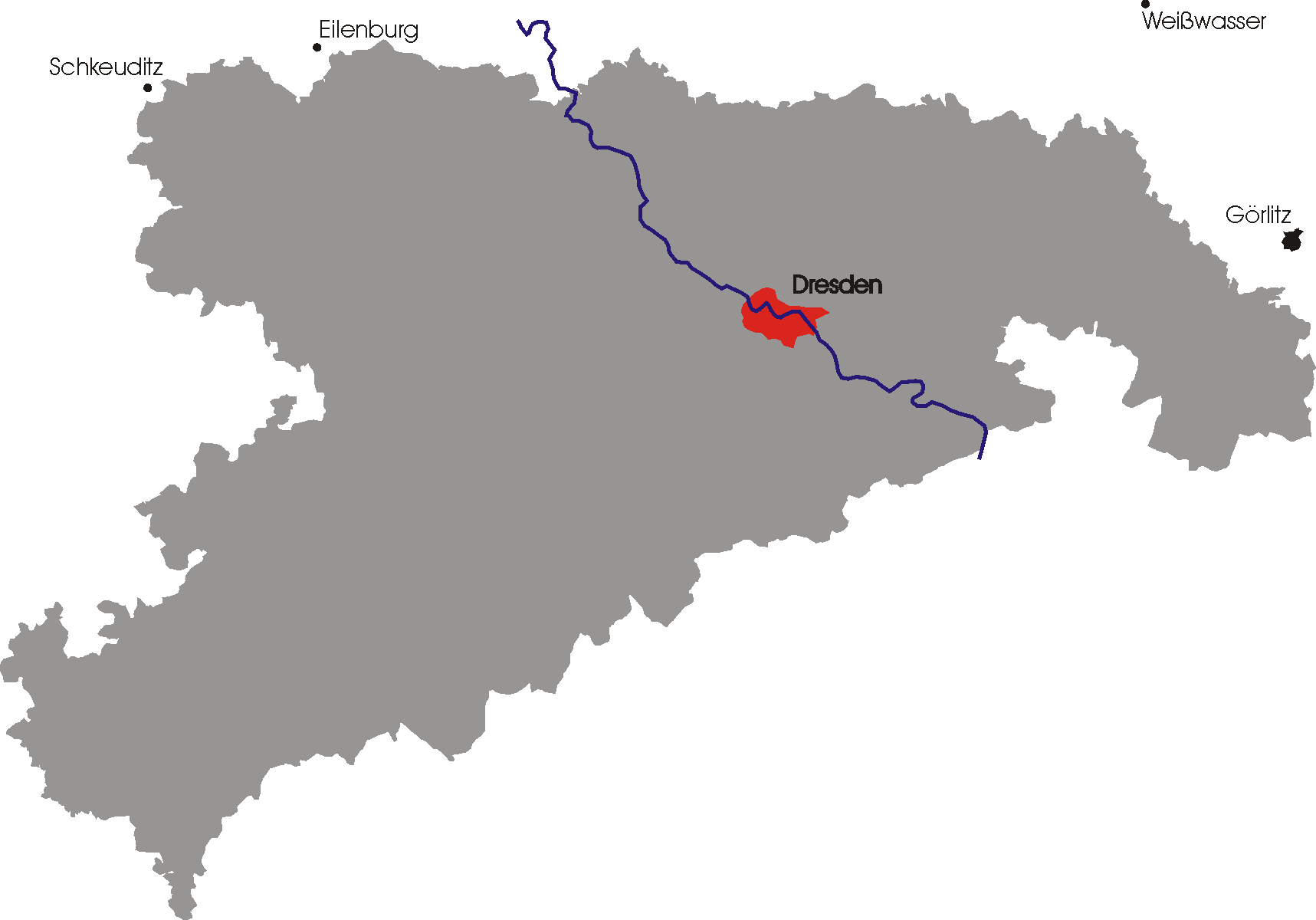
Sajonia en 1930

En octubre de 1923 el gobierno federal bajo el canciller Gustav Stresemann derribó a la legalmente elegida coalición gubernamental SPD-comunista en Sajonia. 

### Alemania nazi (1933-1945)
Continuó existiendo durante la época nazi. Su autonomía fue suprimida al poco de la llegada de Hitler al poder (1933). El estado mantuvo su nombre y fronteras durante la época nazi como un Gau, pero perdió su estatus cuasi-autónomo y su democracia parlamentaria. 

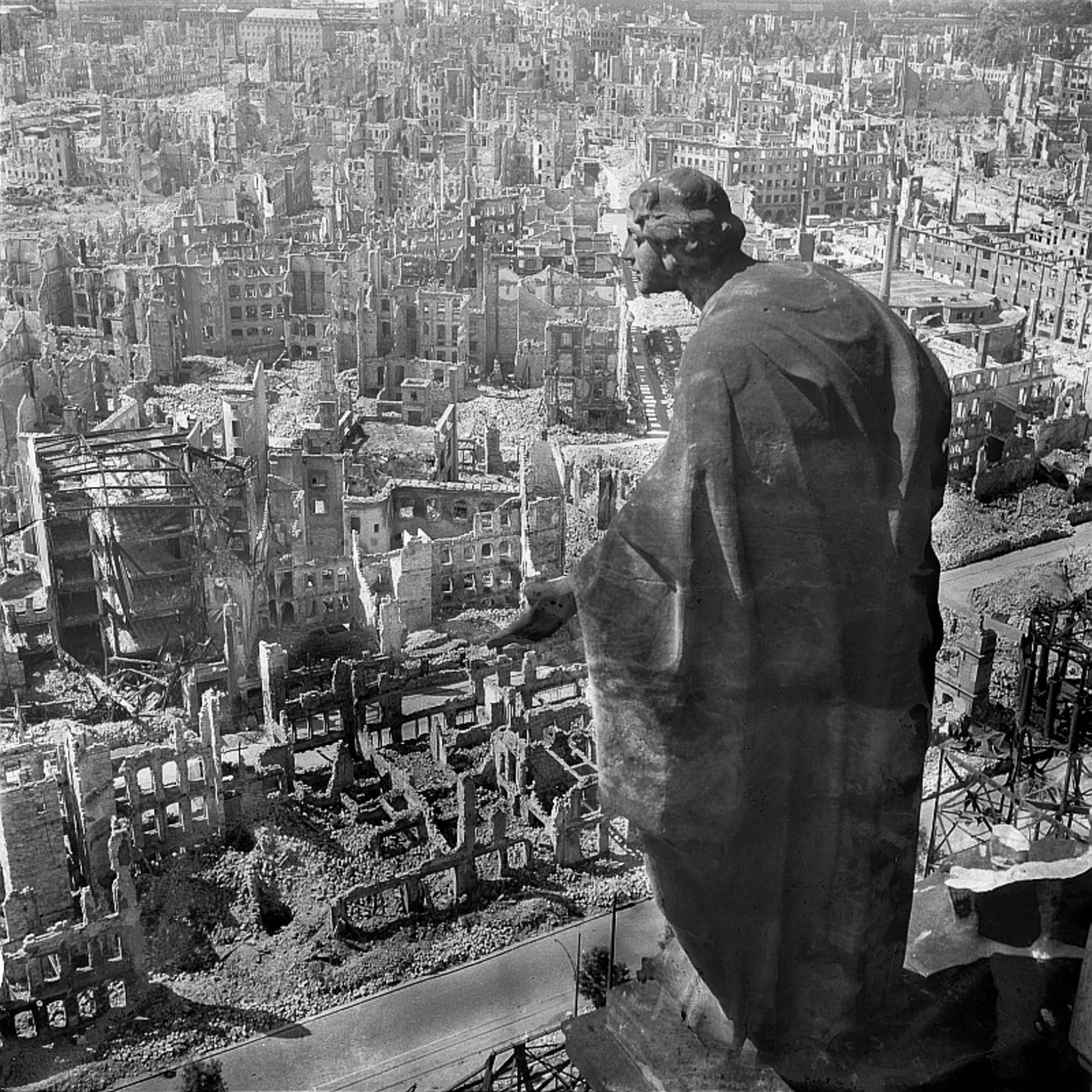
Dresde en ruinas. Después de la SGM, más del 90% del centro de la ciudad quedó destruido.

Conforme la Segunda Guerra Mundial se acercaba a su fin, las tropas estadounidenses al mando del general Patton ocuparon la parte occidental de Sajonia en abril de 1945, mientras que tropas soviéticas ocupaban la parte oriental. Ese verano, todo el estado fue entregado a las fuerzas soviéticas como se había acordado en el protocolo de Londres de septiembre de 1944. El Reino Unido, los Estados Unidos y la URSS negociaron entonces el futuro de Alemania en la conferencia de Potsdam. Según el Acuerdo de Potsdam, todo el territorio alemán al este de la línea Oder-Neisse se anexionaría a Polonia y la URSS y, a diferencia de lo ocurrido tras la Primera Guerra Mundial, las potencias anexionistas podían expulsar a los habitantes. En los siguientes tres años, Polonia y Checoslovaquia expulsaron a la fuerza a personas de habla alemana de sus territorios, y algunos de ellos acabaron en Sajonia. Solo una pequeña zona de Sajonia que quedaba al este del río Neisse y que se centraba alrededor de la ciudad de Reichenau (hoy llamada Bogatynia), fue anexionada a Polonia. La Administración Militar Soviética en Alemania (SVAG) fusionó esa pequeña parte de la Provincia de Baja Silesia prusiana que seguía en Alemania con Sajonia.[cita requerida]

### República Democrática Alemana
El Land Sachsen se creó en 1945 como parte de la zona soviética de la República de Weimar en los territorios del antiguo Freistaat Sachsen y la provincia de Silesia hasta el oeste del Neisse.
El 20 de octubre de 1946, la SVAG organizó elecciones para el parlamento del estado sajón (Landtag), pero muchas personas fueron arbitrariamente excluidas de las candidaturas o del voto, y la Unión Soviética apoyó descaradamente al Partido Socialista Unificado de Alemania (SED). El nuevo ministro-presidente Rudolf Friedrichs (SED), había sido miembro del Partido Socialdemócrata de Alemania (SPD) hasta abril de 1946. Conoció a sus colegas bávaros en la zona de ocupación estadounidense en octubre de 1946 y mayo de 1947, pero murió repentinamente en misteriosas circunstancias al mes siguiente. Le sucedió Max Seydewitz, un fiel seguidor de Stalin.[cita requerida]
La República Democrática Alemana (Alemania oriental), incluyendo Sajonia, se estableció en 1949 en la zona de ocupación soviética, convirtiéndose en un estado constitucionalmente socialista, parte del COMECON y el pacto de Varsovia, bajo el liderazgo del SED. 
En 1952 se disolvió el Estado Libre de Sajonia (Land Sachsen) y se dividió en tres distritos ("Bezirke") la República Democrática Alemana: Leipzig, Dresde y Chemnitz, luego renombrado en Karl-Marx-Stadt. También zonas alrededor de Hoyerswerda formaron parte de Cottbus.

### Alemania reunificada

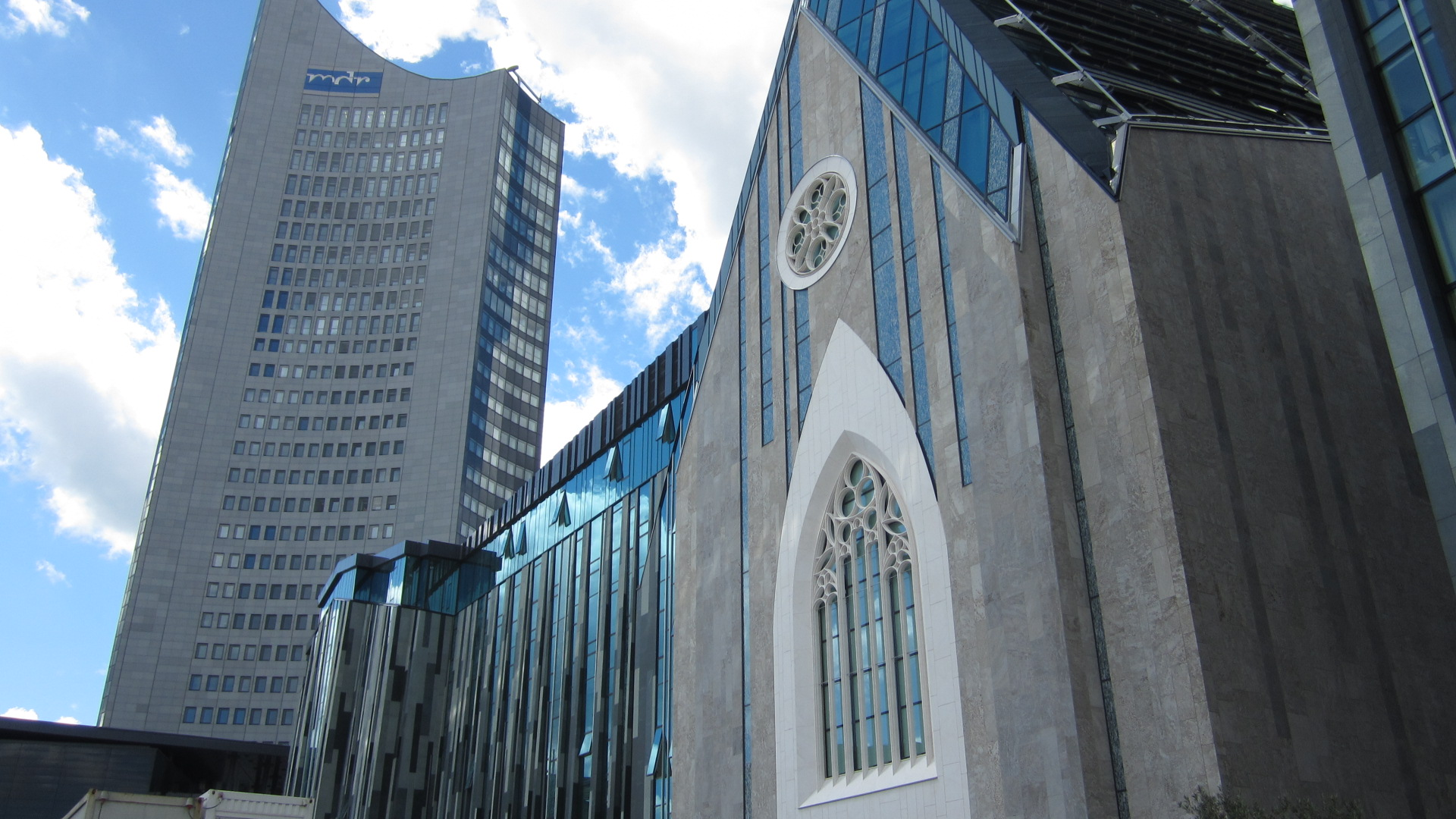
Arquitectura moderna en la Universidad de Leipzig

Este Land Sachsen se reestableció el 3 de octubre de 1990 con la reunificación de Alemania por ley del 22 de julio de 1990, con las fronteras ligeramente cambiadas. Hoy el Estado Libre de Sajonia también incluye una pequeña parte de la anterior Silesia prusiana alrededor de la ciudad de Görlitz que siguió siendo alemana después de la guerra y que por razones obvias de inviabilidad como un estado separado fue incorporado a Sajonia. Esta región había sido parte de Silesia solo después de 1815 y perteneció como parte de Lusacia Superior a Bohemia antes de 1623 y previamente a Sajonia entre 1623 y 1815. Además, el estado libre obtuvo territorios al norte de Leipzig que habían pertenecido a Sajonia-Anhalt hasta 1952. 
Originalmente la ley debería haber entrado en vigor el 14 de octubre de 1990, pero tras la revisión del 13 de septiembre de 1990, esta entró en vigor el 3 de octubre de 1990, el día de la reunificación alemana, donde todos los Estados que formaban la RDA pasaron a la República Federal de Alemania. Desde ese entonces, el Land Sachsen se volvió a llamar Freistaat Sachsen y la constitución alemana (Grundgesetz) entró en vigor.